# Uroș Pătean

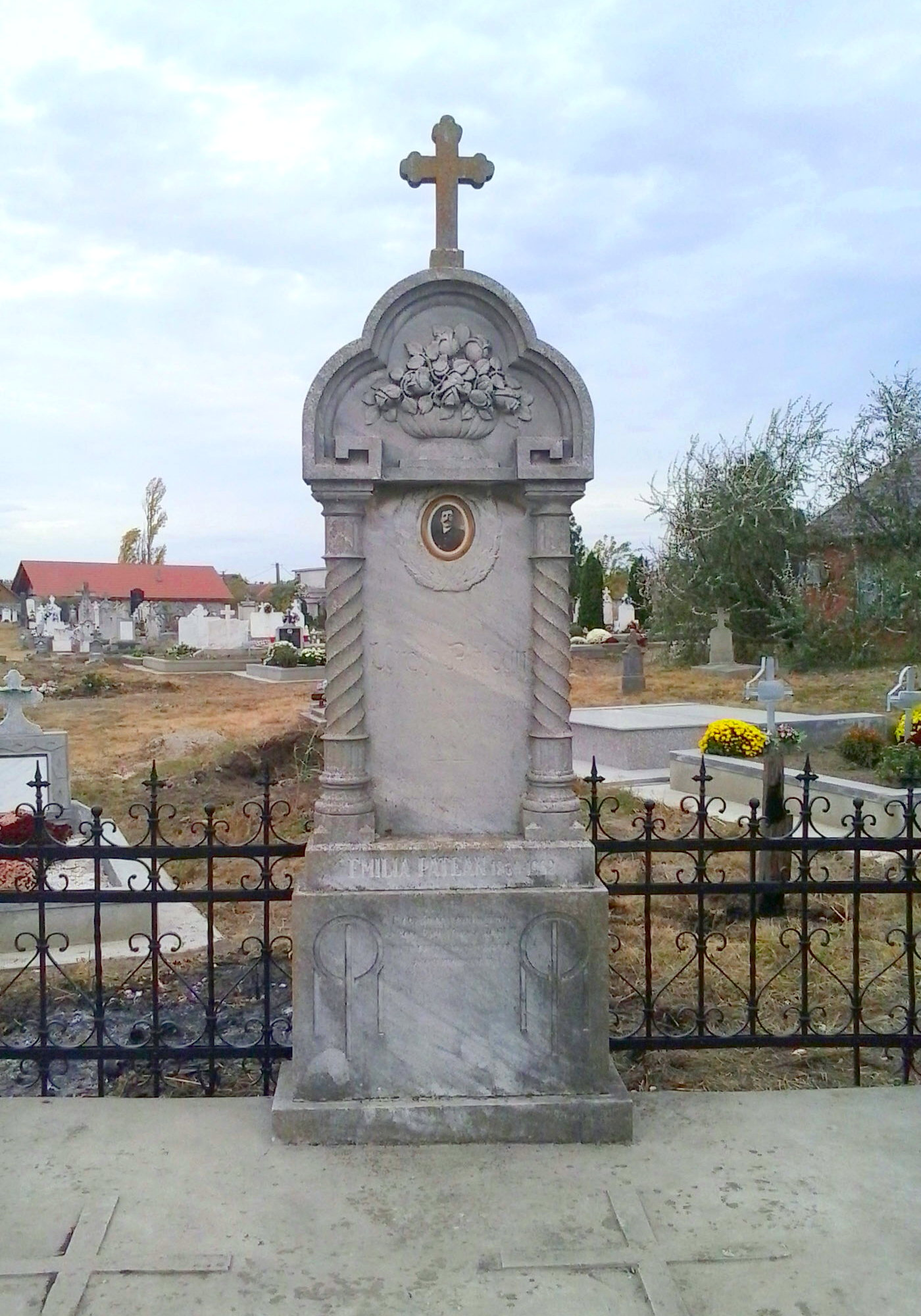
Mormântul lui Uroș Pătean în cimitirul „De din Sus” din Nădlac

Uroș Pătean (n. 1875, Nădlac, Arad, România – d. 8 mai 1924, Nădlac, Arad, România) a fost un agricultor român, angajat politic în sprijinirea unirii Transilvaniei cu România. Membru al Partidului Național Român, a fost delegat la Marea Adunare Națională de la Alba Iulia, membru al Marelui Sfat Național Român și deputat în Parlamentul României.

## Date biografice
A fost căsătorit cu Emilia Roșuț (1879–1962). Din punct de vedere religios, a fost botezat ortodox, însă a trecut la greco-catolici drept protest pentru alegerea lui Nicolae Mărginean ca preot la Nădlac. Spre sfârșitul vieții intenționa să revină la ortodoxie, dovadă fiind o donație substanțială pentru procurarea după Primul Război Mondial a unui set de clopote la Biserica „Sf. Nicolae” din Nădlac, în locul celor rechiziționate de armata austro-ungară, însă decesul prematur l-a împiedicat. Este înmormântat în cimitirul De Din Sus din Nădlac.

## Activitate politică
Uroș Pătean și-a început activitatea politică în 1904, în campania electorală pentru Dieta de la Budapesta, când în cercul electoral Nădlac a fost propus Ioan Suciu. Deși acesta nu a fost acceptat de președintele comisiei electorale, care era maghiar, mobilizarea la vot a românilor a fost un succes. Ulterior, Uroș Pătean a făcut parte din Partidul Național Român, fiind în conducerea filialei Nădlac a acestuia.
A sprijinit învățământul confesional în limba română, drept care la 29 august 1910, cu ocazia ședinței de la Nădlac a Reuniunii învățătorilor arădeni a fost ales membru al Reuniunii, alături de preotul Nicolae Chicin, medicul Iuliu Chicin, avocații Aurel Petrovici și Remus Chicin.
În 1918, Uroș Pătean și inginerul Iulian (Traian?) Borneaș făceau parte din Consiliul Național Român județean Arad, ca reprezentanți ai Nădlacului. La 30 octombrie 1918, în Nădlac s-a înființat Garda Națională Română și Consiliul Național Român Comunal. Comandant al gărzilor din Nădlac și Șeitin a fost slt. George Ardelean, iar președinte al Consiliului Național Român al cercului Nădlac Uroș Pătean, care era și sublocotenent în gardă. Din conducerea acestor organisme mai făceau parte învățătorul George Petrovici, directorul școlii confesionale ortodoxe române, avocatul Ivan Băneșiu și alții. La 11 și 18 noiembrie a ținut la Șeitin cuvântări de îmbărbătare a românilor. La 26 noiembrie este ales delegat la Marea Adunare Națională de la Alba Iulia, alături de George Petrovici, Iulian Borneaș, farmacistul Nicolae Manta și gardistul Rusand Gheran. Preotul Romul Nestor și învățătorul Uroș Totorean au fost aleși delegați supleanți. Delegații au participat la adunarea de la Alba Iulia însoțiți de circa 20 de susținători din Nădlac și Șeitin.
La 2 decembrie 1918 este ales în Marele Sfat Național Român. La 11 august 1919 rostește cuvântul de mulțumire din partea țăranilor pentru votarea în MSNR a proiectului de reformă agrară.
În 1919 a fost ales deputat în primul parlament al României întregite.

## Memoria posterității
În 2013, cu ocazia aniversării a 95 de ani de la Marea Unire, la inițiativa Serviciului Județean Arad al Arhivelor Naționale i s-a dedicat o medalie. Medalia, din zamac (en), are diametrul de 60 mm și grosimea de 5 mm. Pe avers este reprezentat bustul lui, înconjurat de textul pe două rânduri „Un luptător pentru drepturi naționale, delegat la Marea Adunare Națională de la Alba Iulia 1-XII-1918. * Uroș Pătean * 1875-1924”. Pe revers este reprezentată o variantă a stemei Nădlacului înconjurată de textul „A X-A Conferință științifică a Arhivelor Naționale Arad, Nădlac 2013-IX-28”. Medalia a fost executată de gravorul Zoltan Abraham și distribuită participanților cu comunicări științifice la cea de-a X-a Conferință științifică a Arhivelor Naționale Arad, având ca titlu „Identitate etnică, politică și culturală în spațiul românesc”, Nădlac, 28 septembrie 2013.